# Обсерваторія Ріді-Крік
Обсерваторія Ріді-Крик (англ.Reedy Creek Observatory) — астрономічна обсерваторія по вивченню  навколоземних об'єктів в місті Голд-Кост, штат Квінсленд, Австралія. В обсерваторії працює відомий австралійський астроном Джон Бротон.